# Veliko Središte
Veliko Središte (v srbské cyrilici Велико Средиште, česky Velké Srediště nebo Veliké Srediště) je vesnice v srbském Banátu ve Vojvodině, součást města Vršac. Podle údajů z roku 2011 má 1270 obyvatel. Ve Velkém Središti žije česká menšina, podle údajů ze sčítání z roku 2002 tvořili Češi s 57 příslušníky 4,25 % obyvatelstva vesnice. Pro srovnání: v roce 1921 tvořili Češi s 447 lidmi cca 22 % Velkosredišťanů.

## Historie české menšiny a evangelického sboru
První Češi se ve Velikém Središti objevili už ve 20. letech 19. století, jednalo se o katolíky přicházející pravděpodobně z vesnic v rumunském Banátu. Největší kolonizační vlna přichází v 50. letech 19. století, kdy do vsi přicházejí rodiny reformovaných evangelíků z jižní Moravy – zejména z Klobouk u Brna, Dambořic, Násedlovic, Hostěrádek u Klobouk a Borkovan. V roce 1852 založili krajané český reformovaný evangelický sbor, který funguje dodnes (rok 2021). Do sboru pravidelně zajíždějí duchovní Českobratrské církve evangelické. V roce 1866 si sbor postavil kostel, jejž stále využívá.

## Národnostní složení (sčítání lidu 2002)
Podle sčítání ve vsi převládali v roce 2002 Srbové (přibližně 78 % obyvatel), následovaní Maďary (přes 7 %), Čechy (4,25 %), Rumuny, Makedonci a dalšími.